# Vic-sur-Cère
Cet article possède un paronyme, voir Vic-sur-Seille.
Pour les articles homonymes, voir Vic et Cère.
Vic-sur-Cère, parfois appelée Vic-en-Carladez, est une commune française, chef-lieu du canton de Vic, située dans le département du Cantal en région Auvergne-Rhône-Alpes. Elle est située dans la vallée de la Cère, bordée en aval par la commune de Polminhac et en amont par celle de Thiézac avec laquelle elle forme une station verte.

## Géographie
La commune de Vic-sur-Cère, traversée par le 45e parallèle nord, est de ce fait située à égale distance du pôle Nord et de l'équateur terrestre (environ 5 000 km).
La commune couvre un territoire de 2 937 hectares, dont 585 de bois.
Le nombre de logements de Vic-sur-Cère a été estimé en 2018 à 1 446, dont 847 résidences principales, 367 résidences secondaires ou occasionnelles et 233 logements vacants. En 2013 il y avait en outre 240 chambres d'hôtel. La densité était en 2013 de 48,11 logements ou de 66,73 habitants par kilomètre carré (ou pour 100 hectares).

### Communes limitrophes
Les communes limitrophes sont Badailhac, Jou-sous-Monjou, Lascelle, Polminhac, Saint-Clément, Thiézac et Velzic.
| Saint-Cirgues-de-Jordanne | Lascelle        | Thiézac       |
| Velzic                    | Vic-sur-Cère    | Saint-Clément |
| Polminhac                 | Jou-sous-Monjou | Pailherols    |

### Relief

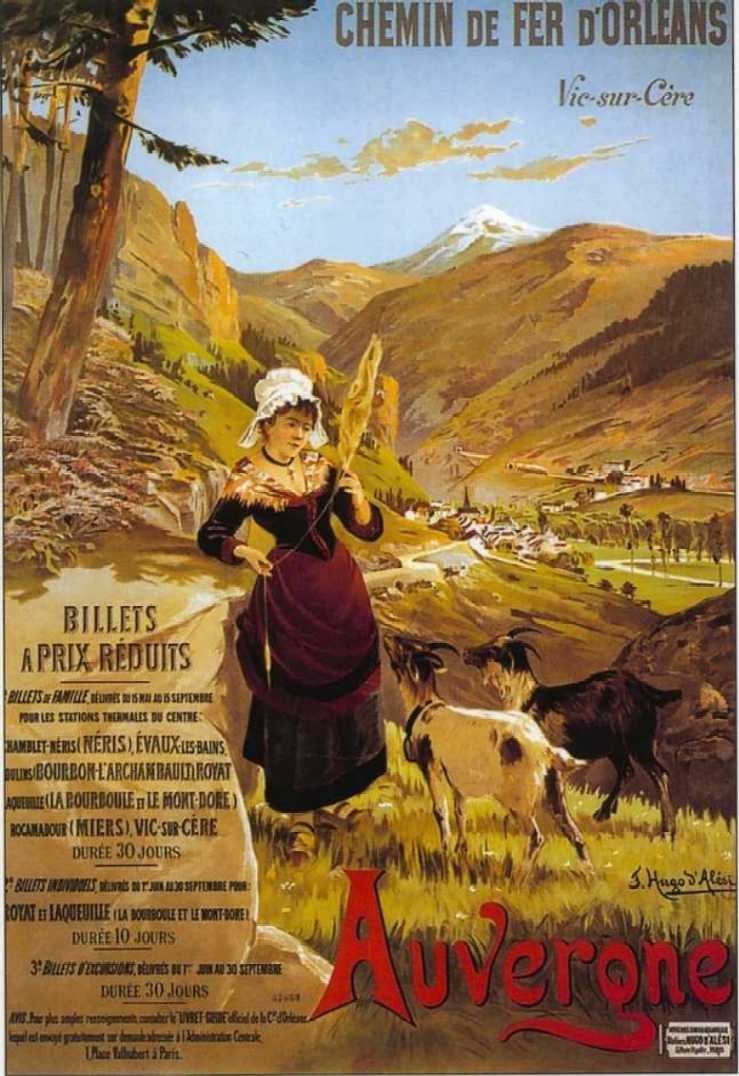
Affiche de publicité touristique.

Cette ancienne petite station thermale est située dans la vallée de la Cère, à l'entrée du parc des volcans d'Auvergne du Puy Griou et du Plomb du Cantal.
La vallée est située entre 673 mètres (en limite de Thiézac) et 645 mètres d'altitude (en limite de Polminhac), tandis que les deux montagnes culminent à 1 263 mètres (puy de Quenouille, au nord), et à 1 228 mètres d'altitude (via Celtica), ce qui fait 618 mètres de dénivellation.
L'ancien bourg, construit en pierres de lave (andésite) et couvert de lauzes de schiste, est établi à 680 mètres d'altitude sur le versant est de la vallée, à l'abri d'un chaos rocailleux et boisé, dont descend le torrent de l'Iraliot.
Le territoire de la commune se trouve sur le fond d'une vallée, limitée au nord par le plateau du Coyan qui confine à la commune de Velzic et où un projet d'implantation de générateurs éoliens a été empêché par un consenssus des populations, des élus et des fonctionnaires responsables, et au sud par le plateau de Badailhac et Pailherols (correspondant à la planèze de Badailhac) sur lequel une ancienne voie romaine, la via Celtica, conduit au Plomb, et où un autre projet d'implantation d'éoliennes est actuellement repoussé par les habitants.
Il s'agit d'une vallée glaciaire dont le profil longitudinal a une platitude due aux dépôts morainiques abandonnés par les glaciers du quaternaire, et dont le profil transversal est en auge, avec des replats latéraux et des vallées suspendues parallèles ou perpendiculaires à la vallée principale. Entre Vic-sur-Cère et Polminhac, ces vallées fluviales en V (vallée du ruisseau de la Ribe, de Villère) sont suspendues à 200 m au-dessus de la Cère, altitude qui correspond à l'épaulement de la vallée glaciaire et marque la surface d'un horizon de brèches volcaniques. Le glacier de la Cère qui atteignait une épaisseur de près de 100 mètres, a déposé des moraines frontales de retrait. Celle de Vic, dernière moraine de retrait du glacier würmien de la Cère, forme, à l'amont, un arc de cercle dominant de 20 m environ la dépression pré-morainique de Vic-sur-Cère ; à l'aval, elle donne un plan incliné se raccordant à un cône de déjection fluvio-glaciaire qui s'étale sur 2 km de longueur jusqu'à Besse où débute la moraine de Polminhac. Cette vallée qui résulte de l'érosion donne ainsi plusieurs sites pittoresques : gorge et cascade du Pas-de-Cère.

### Climat
Pour un article plus général, voir Climat du Cantal.
Le climat de la commune est de type climat de montagne, semblable à celui de la ville d'Aurillac qui est dans la même vallée, mais à une altitude plus élevée d'environ 100 mètres pour le bourg, et 300 mètres pour les hautes terres.
| Mois                                             | Janv. | Fév. | Mars | Avril | Mai  | Juin | Juil. | Août | Sept. | Oct. | Nov. | Déc. | Année |
| ------------------------------------------------ | ----- | ---- | ---- | ----- | ---- | ---- | ----- | ---- | ----- | ---- | ---- | ---- | ----- |
| Températures minimales moyennes en °C (Aurillac) | 1     | 0    | 2    | 3     | 7    | 10   | 12    | 12   | 9     | 7    | 2    | 0    | nc    |
| Températures maximales moyennes en °C (Aurillac) | 6     | 8    | 11   | 13    | 18   | 21   | 24    | 24   | 20    | 16   | 10   | 7    | nc    |
| Précipitations moyennes en mm (Aurillac)         | 62,3  | 57,0 | 48,9 | 77,7  | 74,5 | 60,3 | 49,3  | 56,2 | 79,3  | 79,8 | 75,2 | 66,7 | nc    |
| Source : MSN Météo                               |       |      |      |       |      |      |       |      |       |      |      |      |       |

Pour la période 1971-2000, la température annuelle moyenne (d'où ? de Vic-sur-Cère ?) est de 9,4 °C, avec une amplitude thermique annuelle de 15,5 °C. Le cumul annuel moyen de précipitations est de 1 606 mm, avec 14,3 jours de précipitations en janvier et 8,9 jours en juillet. Pour la période 1991-2020, la température moyenne annuelle observée sur la station météorologique de Météo-France la plus proche, sur la commune de Marmanhac à 11 km à vol d'oiseau, est de 10,6 °C et le cumul annuel moyen de précipitations est de 1 461,7 mm,.
Toutefois, la situation géographique de Marmanhac dans une autre vallée étant très différente, son climat n'est pas le même.

## Urbanisme

### Typologie
Au 1er janvier 2024, Vic-sur-Cère est catégorisée bourg rural, selon la nouvelle grille communale de densité à 7 niveaux définie par l'Insee en 2022.
Elle est située hors unité urbaine. Par ailleurs la commune fait partie de l'aire d'attraction d'Aurillac, dont elle est une commune de la couronne,. Cette aire, qui regroupe 85 communes, est catégorisée dans les aires de 50 000 à moins de 200 000 habitants,.

### Occupation des sols
L’occupation des sols de la commune est caractérisée par l'importance des surfaces agricoles (93,9%) dont (52 % en 2018) de forêts et milieux semi-naturels, en légère diminution par rapport à 1990 (56,4 %). Les surfaces agricoles en 2018 se décomposent de la façon suivante :
- Milieux à végétation arbustive et/ou herbacée (pâturages d'estive de montagne) : 29,5 %,
- Forêts (qui sont aussi des cultures): 22,5 %, soit un total de 52%,
- Zones agricoles hétérogènes: 23,9 %,
- Prairies : 18 %,
- Zones urbanisées : 6,1 %,.

### Habitat et logement
En 2020, le nombre total de logements dans la commune était de 1 446, alors qu'il était de 1 440 en 2014 et de 1 451 en 2009.
Parmi ces logements, 60,3 % étaient des résidences principales, 25,8 %, des résidences secondaires et 14 %, des logements vacants. Ces logements étaient pour 64,2 % d'entre eux des maisons individuelles et pour 32,4 % des appartements.
Le tableau ci-dessous présente la typologie des logements à Vic-sur-Cère en 2020 en comparaison avec celle du Cantal et de la France entière. Une caractéristique marquante du parc de logements est ainsi une proportion de résidences secondaires et logements occasionnels (25,8 %) supérieure à celle du département (20,6 %) et à celle de la France entière (9,7 %). Concernant le statut d'occupation des résidences principales, 67,2 % des habitants de la commune sont propriétaires de leur logement (65,5 % en 2014), contre 70,6 % pour le Cantal et 57,5 % pour la France entière.
| Typologie                                               | Vic-sur-Cère | Cantal | France entière |
| ------------------------------------------------------- | ------------ | ------ | -------------- |
| Résidences principales (en %)                           | 60,3         | 67,7   | 82,1           |
| Résidences secondaires et logements occasionnels (en %) | 25,8         | 20,6   | 9,7            |
| Logements vacants (en %)                                | 14,0         | 11,7   | 8,2            |

### Voies de communication

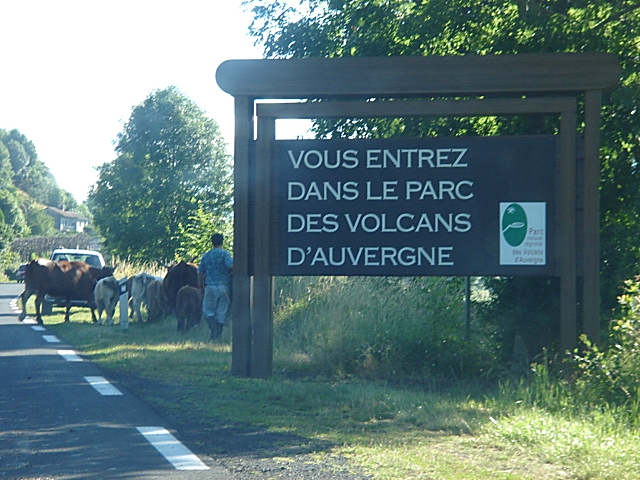
Entrée du parc sur la RN 122 à Vic-sur-Cère.

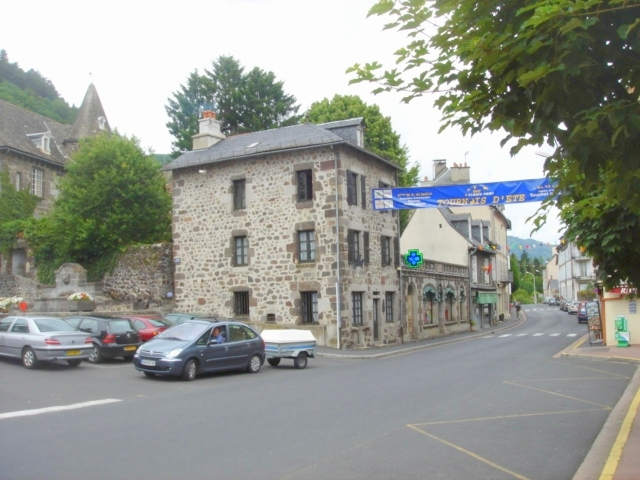
Traversée de Vic par la RN 122.

Vic-sur-Cère est desservie par la route et le chemin de fer.

#### Routes
- La RN 122, entre le tunnel du Lioran et Aurillac, traverse le bourg par le rue du Docteur Jean-Lambert. Elle est la route la plus fréquentée du Cantal: son trafic atteint 6 000 véhicules par jour à Vic-sur-Cère.
- La route départementale D 54 monte de Vic sur le plateau à Cure-Bourse, et permet de se rendre à la station de ski de Pailherols, à Jou-sous-Monjou, Raulhac et Mur-de-Barrez ou vers Carlat.
- À Cure-Bourse, la via Celtica est une ancienne voie romaine en terre qui conduit en ligne droite jusqu'au Plomb du Cantal.

#### Chemin de fer
La gare de Vic est sur la ligne de chemin de fer (TER) allant de Clermont-Ferrand (par le tunnel du Lioran) à Toulouse par Aurillac. Cette ligne participe au circuit touristique du Tour du Cantal.

## Toponymie
Vic tient son nom d'un ancien vicus, d'abord village au pied d'un château, puis siège d'une viguerie.
Nommée Vic-en-Carladez (en occitan aurillacois Vic en Carladés) jusqu'à la Révolution française, Vic-les-Bains dans les guides touristiques du XIXe siècle, on lui donne, ou plutôt lui redonne, le nom de Vic-sur-Cère, sous la Révolution française, au cours de la période révolutionnaire de la Convention nationale (1792-1795), lorsque la circonscription du Carladès est supprimée au profit d'Aurillac.

## Histoire
Au Moyen Âge, deux enfants de Vic deviennent de célèbres troubadours, Pierre de Cols, et Pierre de Vic, qui fit des études à l'abbaye d'Aurillac, et remportera les prix des tournois littéraires des cours d'amour, rendant ainsi célèbre le nom de la ville dont son père était le seigneur.
La viguerie appartenait à Guillaume, seigneur de la Cère, et son siège était en 1279 dans le château de Vic. En 1266, les reconnaissance au vicomte de Carlat sont signées par les seigneurs de la région soit « devant le château de Vic » soit « devant l'église, dans le cimetière ». Cette église était un prieuré dépendant de l'abbaye d'Aurillac qui devait avoir une certaine importance puisqu'il avait un cellérier au début du XIIe siècle.
La ville a eu beaucoup à souffrir des guerres, puisqu'elle a été pillée et détruite au moins trois fois : en 1265 par les montagnards du Falgoux conduits par le Comtour d'Apchon, détruisant l’église du XIIe siècle dont il reste des modillons. Une seconde fois en 1379 à l'époque du  Prince Noir par les Anglais qui avaient aussi pris Carlat : ils détruisirent l'ancien château qui fut abandonné{,}, pillèrent et incendièrent les maisons.
Au XIVe siècle, la paroisse de Vic possédait six vingt dix-huit feux, c'est-à-dire 138 maisonnées. Les dîmes de Vic, qui étaient considérables, soit 90 setiers de seigle et dix de froment, ont été données par Isabelle de Carlat aux clarisses de Boisset lors de leur fondation en 1329.
En 1441, le comte Bernard VII d'Armagnac réorganise la justice de la vicomte de Carlat et met à sa tête un gouverneur dont on sait, d'après un traité passé en 1570, qu'il avait la place d'honneur dans la procession de la Fête-Dieu. La même année, Vic devint le siège de la cour supérieure de justice du Carladez, tandis qu'un édit du roi  Charles VI fait ressortir sa cour d'Appeaux directement du  Parlement de Paris. En 1561, une déclaration du roi  Charles IX décide que les audiences des juges et officiers du Caraldez ne seront plus ambulatoires, et fixe leurs sièges à Vic. De très nombreux procès (plus de 500 par an) s'y tenaient. Les fourches patibulaires étaient établies le long de l'ancienne route sur les hauteurs, au lieu-dit le Rocher-des-Pendus. Ce dernier reste un lieu intéressant à visiter à cause du panorama qu'il donne sur la Vallée de la Cère.
À partir de 1567, le Carladès eut à souffrir des exactions et des pillages des bandes calvinistes venues du Languedoc. Commandés par le Capitaine Merle, ils ont pillé et incendié la ville une troisième fois en 1575, avant de prendre Mur qui servait de base pour leurs exactions. Les magistrats durent se réfugier à Aurillac jusqu'en 1583.
Alors que sous l'occupation romaine la renommée des eaux minérales de Vic s'est affirmée, la station prend vraiment son extension au XVIIe siècle lorsque ces eaux sont redécouvertes en 1602 : un pâtre remarque que, dans une petite terre, nommée Pierre Beyre, les vaches lèchent des pierres calcaires baignées par un suintement d'eau minérale, mettant en évidence la fontaine salée, appelée dans le patois local « Lo Font Solado »,. Après que le château de Carlat a été rasé en 1603, Vic devient l'unique chef-lieu de la Vicomté de Carlat. En 1561, une déclaration de Charles IX fixe à Vic le bailliage d'appeaux (Cour d’Appel) établi en 1414 dans le Carladez. La ville se développe et de belles demeures sont construites par cette bourgeoisie de notables du bailliage. Louis XIII fait en  1643 le comté de Carladès qu'il donne à  Honoré II Grimaldi (1597-1662), prince de Monaco, en dédommagement de la perte de ses domaines au service de la France. Les juridictions du bailliage restèrent royales, tandis que le siège des juridictions comtales paraît avoir été établi à Vic dans l'hôtel à tourelle appelé « Maison des princes de Monaco ».
En 1874, Velzic est érigée en commune.

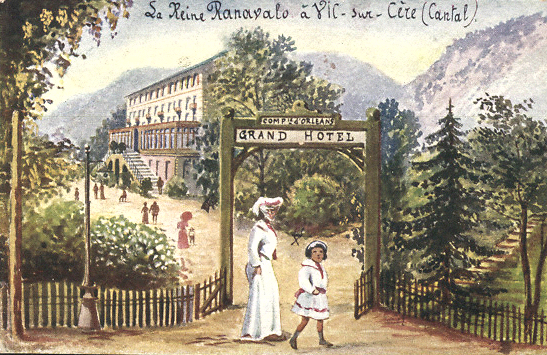
La reine Ranavalona en séjour à Vic devant le Grand hôtel de la Compagnie d'Orléans.

Au XIXe siècle, le thermalisme est en plein essor, plusieurs guides mentionnent la source et les eaux de Vic qui sont froides (12 °C), ferrugineuses, gazeuses, bicarbonatées et sodiques, ont d'autant plus de succès que la Compagnie des chemins de fer d'Orléans construit une ligne de chemin de fer et deux grands hôtels dont elle fait la promotion : l'un au Lioran, l'autre sur le versant sud qui domine la vallée. Après la Première Guerre mondiale, le thermalisme va peu à peu subir la désaffection générale pour les cures. Plusieurs hôtels fermeront.
Le 11 juillet 1941, l'OSE (Organisation de secours à l'enfance) et l'association de l'Amitié chrétienne ouvrent à l'hôtel Touring Club un centre qui regroupa jusqu'à quatre-vingt enfants juifs, avec une autorisation préfectorale qui fait nommer comme nouvelle directrice Suzanne Vincent, femme du pasteur Jacquet. En 1943, la direction général de l'OSE se replie à Vic avant de repartir pour Chambéry. Tandis que le 1er mars 1944, la Gestapo prévoit une rafle de 144 juifs à Aurillac, aucune arrestation n’eut lieu à Vic où pourtant le responsable départemental de la milice résidait.
À la fin du XXe siècle, la ville est en voie de périurbanisation, l’habitat pavillonnaire tend à s’étaler sur l’ensemble du fond de vallée, coupant les espaces agricoles et les continuités écologiques.

### Langues

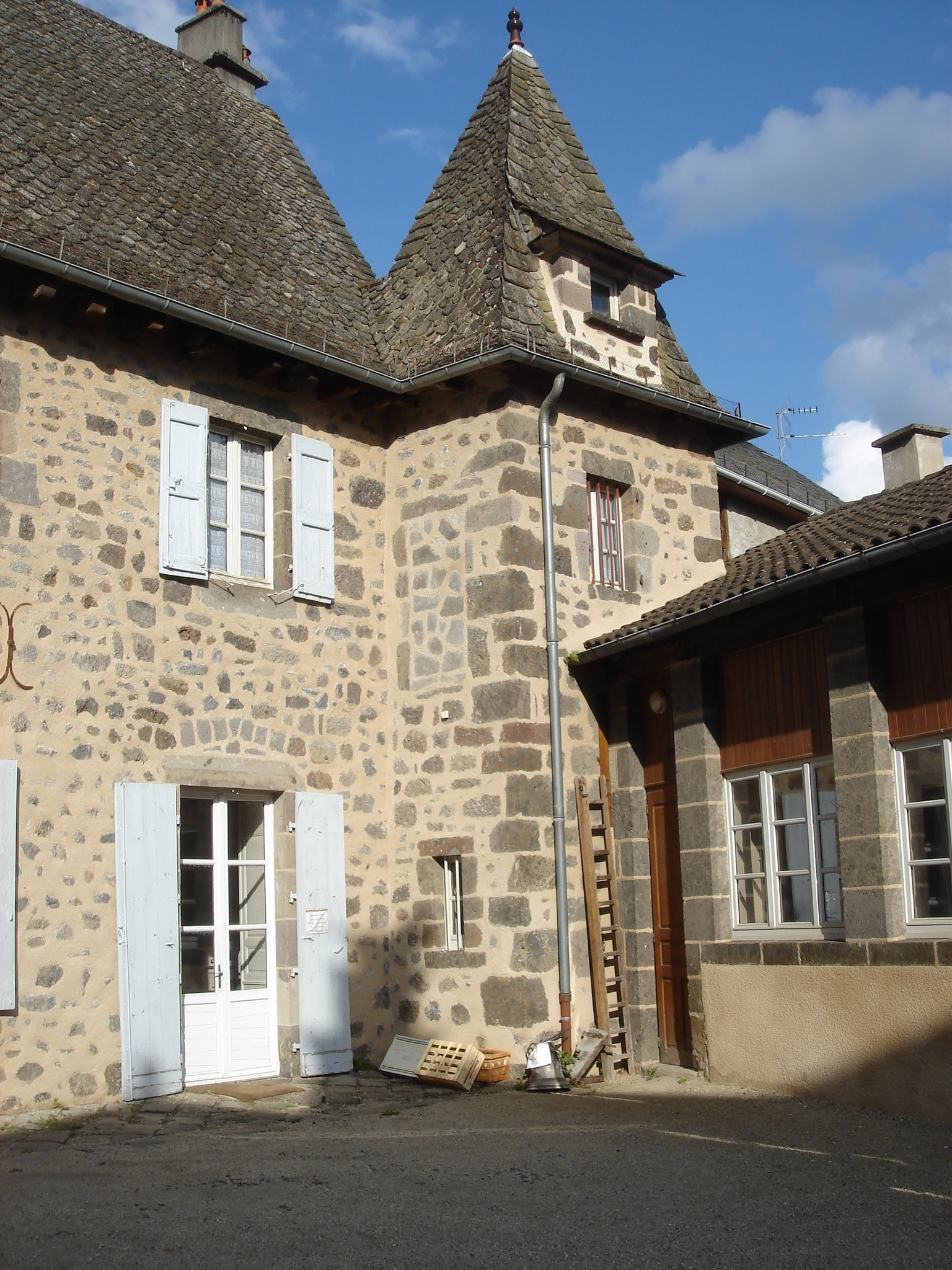
Bourg de Vic, ancienne école Saint-Antoine, devenue le presbytère.

Se trouvant du côté sud des monts du Cantal, le dialecte carladezien ne s'apparente pas à l'auvergnat mais au languedocien.
Vic est au XIIIe siècle la patrie de deux troubadours d'expression occitane, Pierre de Cols et  Pierre de Vic, qui ne sont pas isolés puisqu'on trouve dans le proche voisinage Uc Brunenc (de Vixouze), la dame de Casteldoze, Astor d'Orlhac (de Conros).
Depuis longtemps, le Carladez entretient des relations suivies avec la Catalogne. Ainsi, c'est Borel, comte de Barcelone, qui au IXe siècle avait emmené avec lui le jeune Gerbert lors de son passage à Aurillac ; la région ne tardera pas à être sous la suzeraineté des comtes de Barcelone puis du roi d'Aragon. Pour ces raisons, certains ont cru voir des influences de la langue catalane dans le parler carldézien.
La langue française est d'introduction relativement ancienne à Vic, en raison de la présence d'un siège de justice royale. En effet, le Carladez a été réuni à la couronne en 1531 après la mort de Louise de Savoie, régente de France, mère de Marguerite de Navarre et de François Ier. Relevant du droit écrit, sa juridiction d'appeaux ressortissait directement du parlement de Paris. De ce fait, le bourg était habité par une population de clercs assez nombreuse, instruite au collège d'Aurillac puis aux universités de Toulouse ou de Paris. C'est ainsi que Vic a pu donner naissance à des hommes de lettres comme l'académicien Louis de Boissy (1694-1758), propriétaire du Mercure de France ou le philosophe Jean Saphary (1796-1865).
La renaissance occitane a connu au XIXe siècle l'influence du félibrige avec l'organisation à Vic en 1895 des Fêtes félibréennes, la création en 1908 de La Veillée d'Auvergne, et l'activité de personnalités locales comme Joan de Cabanas, Maurice Dage (1903-1994), Louis Delhostal, félibres, ce dernier cofondateur de la Sociétat d'Estudis Occitans (qu'il ne faut pas confondre avec l'Institut d'études occitanes).

### Musique, chant et danse
C'était à Vic, lors de son séjour en mai 1586, que Marguerite de Valois a découvert la bourrée, danse qui l'a tellement enchantée qu'elle l'a ensuite introduite à la Cour à Paris. C'est aussi à Vic que Joseph Canteloube a recueilli l'air qui deviendra le thème de Baïlero, publié dans son célèbre recueil : Chants d'Auvergne où l'on peut entendre un orchestre qui reflète les couleurs et  paysages auvergnats :
« C'était un soir de 1903, à la nuit tombante, dans la montagne qui domine Vic-sur-Cère, dans le Cantal. Il contemplait le majestueux paysage qui s'offrait à ses yeux, quand tout à coup s'éleva le chant d'une bergère qui lançait ses phrases à toute volée. Se gardant bien de se montrer, il commença à noter la mélodie, lorsque de très loin, comme portée par la brise qui se lève le soir sur la montagne, il perçut à peine perceptible, la voix lointaine d'un autre berger qui répétait le thème, à six kilomètres de là. »

## Politique et administration

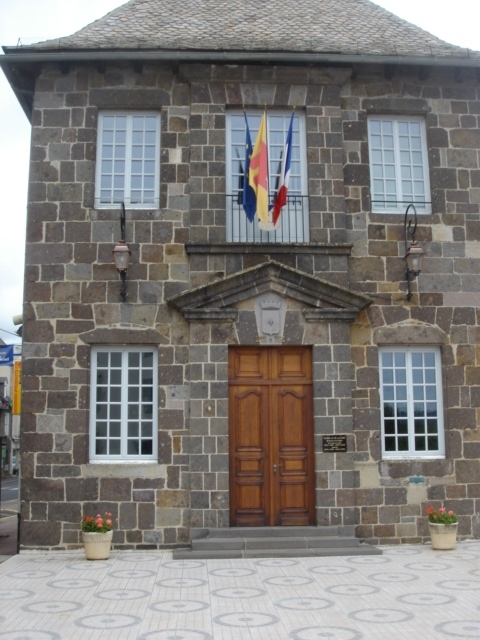
La mairie pavoisée aux couleurs de l'Auvergne.

### Liste des maires
Bien que cela ait été contesté et qu'on ignore depuis quelle date, Vic avait une municipalité, avec des consuls en 1551, en 1643 lors de la prise de possession des comtes de Monaco, et encore en 1765, date de l'édit portant création de nouveaux corps de villes dans toutes les villes qui en étaient pourvues avant leur suppression. L'ensemble des registres de délibération ayant été brûlés en 1789 sur l'autel de la Liberté, il ne sera jamais possible de savoir la nature et l'étendue de ces libertés.
| Période                                  | Période      | Identité                   | Étiquette   | Qualité                                                            |
| ---------------------------------------- | ------------ | -------------------------- | ----------- | ------------------------------------------------------------------ |
|                                          | 1789         | François Pagès             |             | maire                                                              |
|                                          |              | Eugène de Murat-Sistrières | Républicain | Député du Cantal                                                   |
| 1826                                     |              | Étienne Daudin             |             |                                                                    |
| 1880                                     | 1896         | Auguste Bertrand           | Républicain | Notaire                                                            |
| 1896                                     | 1909         | Antoine Fayet              | Radical     | Propriétaire des sources                                           |
| 1909                                     | 1913         | Ernest Cavaroc             |             | Médecin                                                            |
| 1913                                     | 1941         | Gédéon Gizolme             |             | Notaire                                                            |
| 1941                                     | 1944         | Pierre Bonnet              | Vichy       |                                                                    |
| 1944                                     | 1947         | Gustave Gizolme            |             |                                                                    |
| 1947                                     | 1953         | Guillaume Coutel           |             |                                                                    |
| 1953                                     | 1954         | Jean Lambert               |             | Médecin                                                            |
| 1954                                     | 1959         | Sylvain Mazières           |             |                                                                    |
| 1959                                     | 1969         | André Mercier              |             |                                                                    |
| 1969                                     | 1979         | Adrien Daval               |             |                                                                    |
| 1979                                     | 1989         | Jacques Gizolme            |             |                                                                    |
| 1989                                     | 2014         | Louis-Jacques Liandier     | UMP         | Écrivain, conseiller général du canton de Vic-sur-Cère (1994-2015) |
| 2014                                     | juillet 2020 | Dominique Bru              | PS          | Conseillère régionale                                              |
| juillet 2020                             | En cours     | Annie Delrieu-Tourtoulou   | DVD         | Commerçante, conseillère départementale du canton de Vic-sur-Cère  |
| Les données manquantes sont à compléter. |              |                            |             |                                                                    |

### Fiscalité
| Taxe                                                | Part communale | Part intercommunale | Part départementale | Part régionale |
| --------------------------------------------------- | -------------- | ------------------- | ------------------- | -------------- |
| Taxe d'habitation (TH)                              | 10,68 %        |                     | 10,33 %             |                |
| Cotisation foncière des entreprises (ex TP)         |                | 28,66 %             |                     |                |
| Taxe foncière sur les propriétés bâties (TFPB)      | 26,71 %        |                     | 16,61 %             | 4,77 %         |
| Taxe foncière sur les propriétés non bâties (TFPNB) | 90,25 %        |                     | 73,81 %             | 10,92 %        |

### Jumelages
Jumelage :  Amorbach (Allemagne).
La commune de Vic-sur-Cère est membre de l'Association des Vic de France qu'elle a accueillie en septembre 2001 et 2005.

## Population et société

### Démographie

#### Évolution démographique
L'évolution du nombre d'habitants est connue à travers les recensements de la population effectués dans la commune depuis 1793. Pour les communes de moins de 10 000 habitants, une enquête de recensement portant sur toute la population est réalisée tous les cinq ans, les populations de référence des années intermédiaires étant quant à elles estimées par interpolation ou extrapolation. Pour la commune, le premier recensement exhaustif entrant dans le cadre du nouveau dispositif a été réalisé en 2006.

En 2022, la commune comptait 1 908 habitants, en évolution de +4,26 % par rapport à 2016 (Cantal : −1,08 %, France hors Mayotte : +2,11 %).
| 1793  | 1800  | 1806  | 1821  | 1831  | 1836  | 1841  | 1846  | 1851  |
| ----- | ----- | ----- | ----- | ----- | ----- | ----- | ----- | ----- |
| 2 050 | 2 075 | 2 338 | 1 962 | 1 979 | 2 050 | 1 983 | 1 928 | 1 999 |

| 1856  | 1861  | 1866  | 1872  | 1876  | 1881  | 1886  | 1891  | 1896  |
| ----- | ----- | ----- | ----- | ----- | ----- | ----- | ----- | ----- |
| 1 780 | 1 770 | 1 863 | 1 876 | 1 735 | 1 685 | 1 641 | 1 701 | 1 745 |

| 1901  | 1906  | 1911  | 1921  | 1926  | 1931  | 1936  | 1946  | 1954  |
| ----- | ----- | ----- | ----- | ----- | ----- | ----- | ----- | ----- |
| 1 826 | 1 839 | 1 837 | 1 721 | 1 760 | 1 776 | 1 679 | 1 913 | 1 861 |

| 1962  | 1968  | 1975  | 1982  | 1990  | 1999  | 2006  | 2011  | 2016  |
| ----- | ----- | ----- | ----- | ----- | ----- | ----- | ----- | ----- |
| 1 721 | 1 782 | 1 963 | 2 066 | 1 968 | 1 890 | 1 971 | 1 976 | 1 830 |

| 2021  | 2022  | - | - | - | - | - | - | - |
| ----- | ----- | - | - | - | - | - | - | - |
| 1 885 | 1 908 | - | - | - | - | - | - | - |

#### Pyramide des âges
La population de la commune est relativement âgée. En 2021, le taux de personnes d'un âge inférieur à 30 ans s'élève à 23,5 %, soit un taux inférieur à la moyenne départementale (26,5 %). À l'inverse, le taux de personnes d'un âge supérieur à 60 ans (39,6 %) est supérieur au taux départemental (36,6 %).
En 2021, la commune comptait 924 hommes pour 961 femmes, soit un taux de 50,98 % de femmes, inférieur au taux départemental (51,1 %).
Les pyramides des âges de la commune et du département s'établissent comme suit :
| Hommes | Classe d’âge | Femmes |
| ------ | ------------ | ------ |
| 1,3    | 90 ou +      | 4      |
| 12,3   | 75-89 ans    | 18,5   |
| 20,4   | 60-74 ans    | 22,3   |
| 23,4   | 45-59 ans    | 20,7   |
| 16,3   | 30-44 ans    | 13,6   |
| 11,3   | 15-29 ans    | 9,1    |
| 15     | 0-14 ans     | 11,8   |

| Hommes | Classe d’âge | Femmes |
| ------ | ------------ | ------ |
| 1,2    | 90 ou +      | 3,1    |
| 10,1   | 75-89 ans    | 13,5   |
| 22,9   | 60-74 ans    | 22,6   |
| 21,8   | 45-59 ans    | 20,5   |
| 16,1   | 30-44 ans    | 15,2   |
| 13,8   | 15-29 ans    | 11,9   |
| 14,2   | 0-14 ans     | 13,3   |

### Manifestations et festivités
- En 1586, fêtes offertes par les habitants de Vic à Marguerite de Valois, vicomtesse de Carlat, pour le rétablissement de sa santé[40].
- Le 12 août 1885, grand bal champêtre où tout le monde est convié.
- En juillet 1889, la presse parisienne fait état d'une « fête vôtive, avec concours de musettes qui a attiré plus de 800 personnes venues en train de Paris. Le soir, retraite aux flambeaux, feu d'artifice, puis exécution de La Marseillaise par toutes les musettes concurrentes »[41].
- En 1891, première fête de la Rosière, au cours de laquelle une jeune fille « de famille pauvre et de bonnes mœurs » était élue et recevait une dot pour se marier. Cette somme provient des intérêts d'une somme de 10 000 francs donnés à cet effet par M. Laborie, Le 22 février, le Conseil municipal se prononce, au scrutin secret, en faveur de Jeanne Martres, de Salvanhac. Cette fête, qui rassemblait jusqu'à 6 000 personnes, sera reconduite tous les trois ans jusqu'en 1999.
- En 1893, première fête des buveurs d'eau qui sera réunie à la fête patronale de Vic qui est restée le  15 août (ancienne  fête nationale).
- En juin 1895, ouverture du Casino avec un jeu de boule, au Grand café des sources. Il est actuellement au Vic hôtel.
- En 1895, Vic fut le lieu des  Fêtes félibréennes, avec un concours de  musique et de danse (Cabrette)[42].
- Le 6 octobre 1907, décision de créer l'office de tourisme du Carladès, remplacé le 1er janvier 2007 par un Établissement public à caractère industriel et commercial (EPIC).
- En 1968, ouverture de la première discothèque de la Ville, le Hifi-Club.
- En 1985, création du Salon des collectionneurs, devenu le Salon de la brocante et des antiquités.
- En 1986, création du Féstival des musiques et folklores du Monde, qui verra une grande affluence pendant plusieurs jours, jusqu'en 1996.
- En 2001 et 2005, Association des Vic de France.

### Sports et loisirs

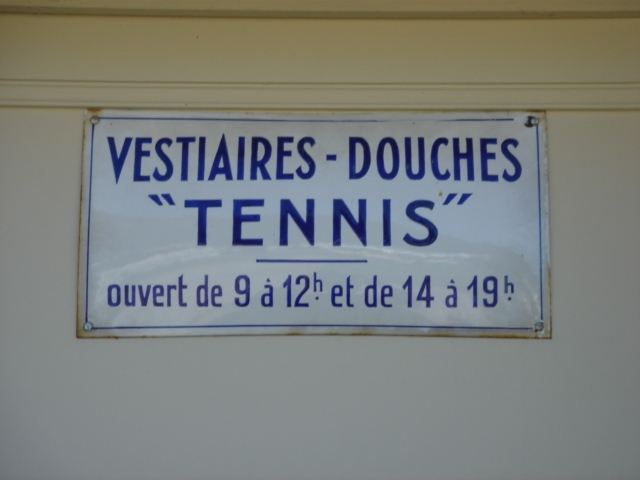
Un club de tennis presque centenaire.

#### Football
L'équipe de Vic a été créée en 1929.

#### Tennis
En 2010, c'était le 81e tournoi open du Vic tennis parc'

#### Hippisme
Le Prix de Vic-sur-Cère, est le nom de deux courses de chevaux de trot attelé, l'une de 2 700 mètres à l'hippodrome de Vincennes en janvier, l'autre de 2 950 mètres sur l'hippodrome de Toulouse.

## Économie

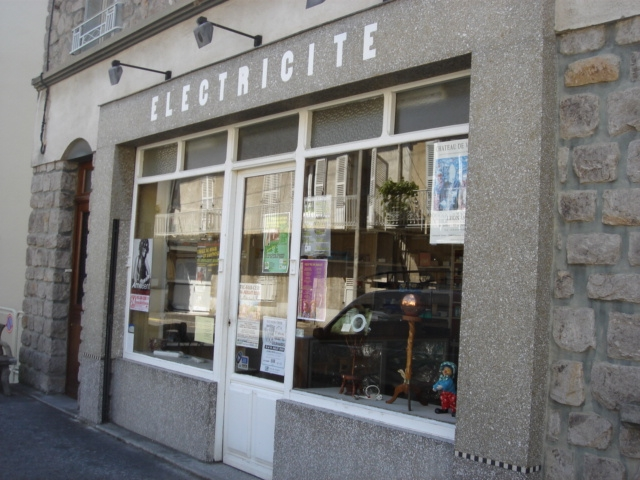
Boutique de matériel électrique.

La commune de Vic-sur-Cère vit principalement du tourisme. Reconnue comme station verte et village de Neige, elle jouit d'un climat agréable durant l'été et de la proximité de la station de ski du Lioran en hiver.
Vic possède aussi une zone industrielle où sont implantées deux grandes entreprises, l'une qui emploie 185 personnes : la société de fabrication des meubles de cuisines et de salles de bains Pyram.
Elle possède plus d'une dizaine de commerces ou services.

## Culture locale et patrimoine

### Lieux et monuments

#### Dans le bourg

##### Patrimoine historique

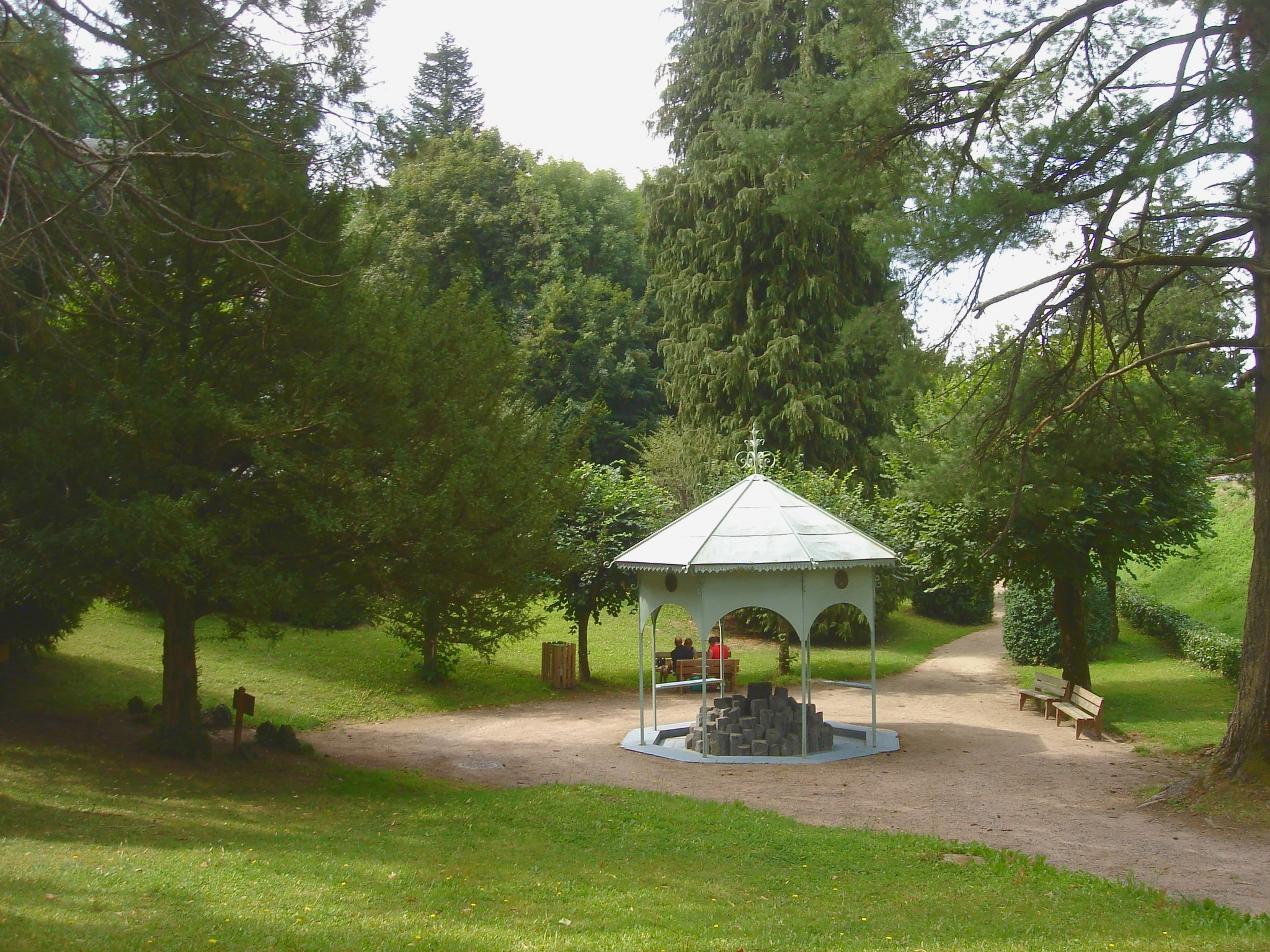
Kiosque.

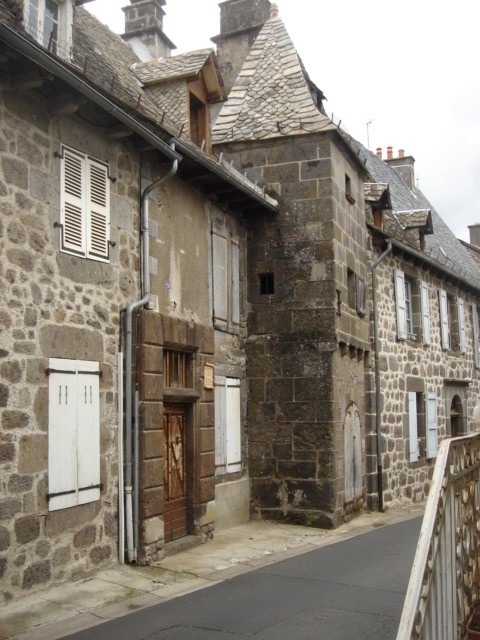
Bourg de Vic, vieilles maisons.

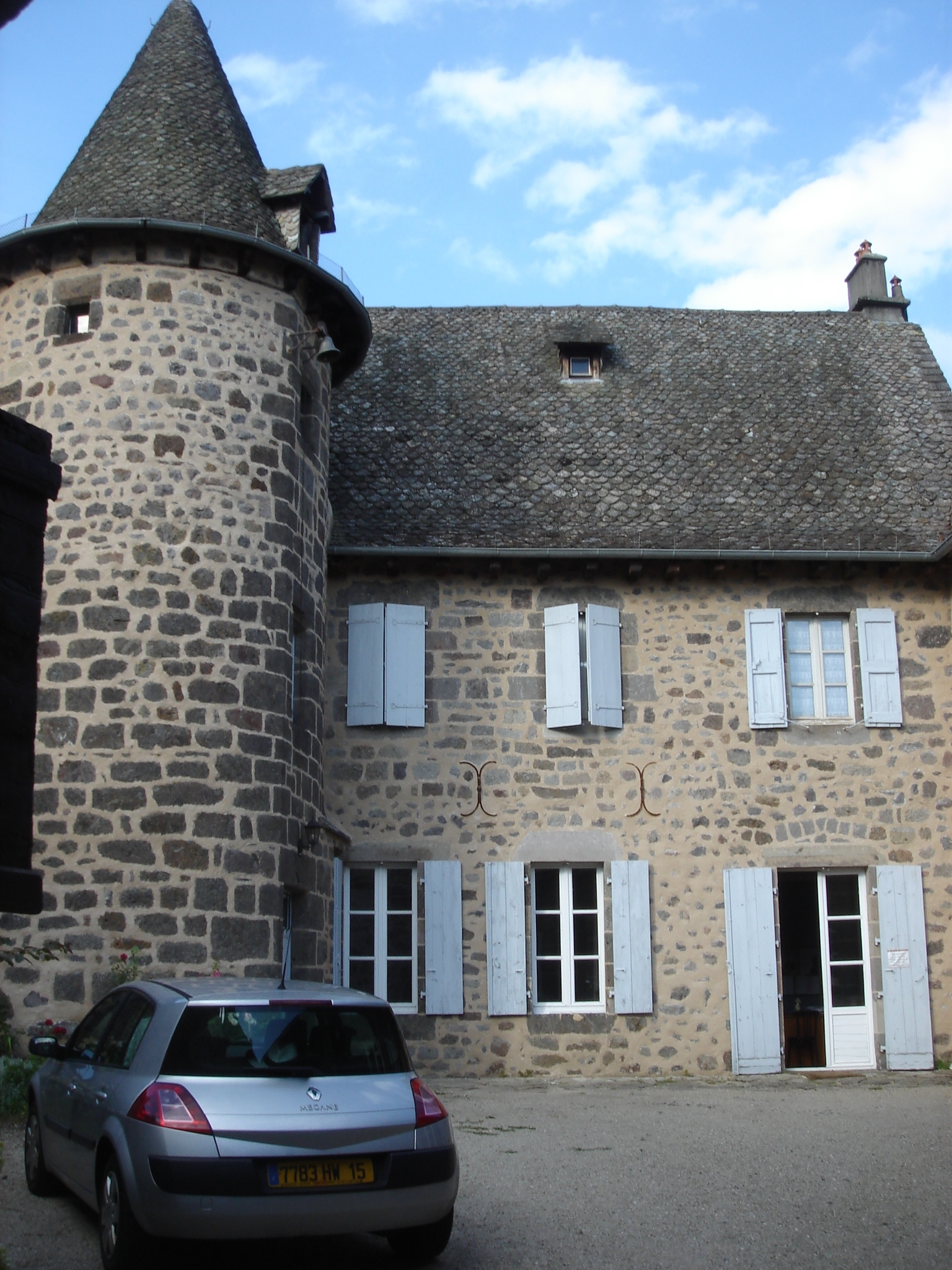
Bourg de Vic, presbytère.

- Le parc des eaux possède un kiosque qui date de 1897/1898. La fontaine qu'il abrite déverse une eau minérale à 12 °C, froide, gazeuse, ferrugineuse et bicarbonatée. Quatre sources (la souveraine, la bienfaisante, la divine, la bienheureuse) sourdent au pied d'une faille parallèle à la Cère et sont captées au niveau du kiosque[43]. À proximité, l'usine d'embouteillage qui exportait 600 000 bouteilles par an à la fin du XIXe siècle[44] est devenue en 1994 un musée, la Maison des eaux minérales près de la gare.
- Le Manoir est un ancien couvent des Bénédictines, fondé en 1640 par Camille de Pesteils. Une dizaine de religieuses se consacraient à l’éducation des jeunes filles nobles ou bourgeoises de la vallée jusqu’en 1792. Le couvent comprend un vaste parc, qui abrite l’actuelle Fondation Bertrand et la Chapelle du Calvaire qui donne une belle vue dominant le vieux bourg. Après la révolution la demeure devient « bien national » puis, hôtel, centre de vacances et actuellement demeure privée.
- Hôtel du Bailliage Royal de Carladez XVIIe siècle et XVIIIe siècle, Place de l'église.
- Castelvielh, site du château vieux dominant le bourg.
- Ancien hôtel des princes de Monaco : belle demeure en lave datant du XVe siècle, située dans l'ancien bourg (MH).
- Maison natale du Conventionnel Coffinhal du XVIIe siècle.
- Église Saint-Pierre (MH), située en haut du bourg (MH), conserve le triptyque Crucifixion de Michel Four.
- Statue de Notre-Dame de la Vallée ou de Sion, sur un belvédère au-dessus de l'ancien hôpital à l'ouest de l'église[45].
- Pigeonnier de la Prade, pigeonnier monument historique.
- Villa du Terrondou, villa des années folles, chambres d'hôtes.

#### Équipements publics

##### Enseignement
- Les bénédictines de Vic tenaient une école pour les filles au XVIIe siècle. Depuis la fermeture de l'École Saint-Antoine et du collège agricole de Comblat, il ne reste qu'un collège, le collège Jean-de-La Fontaine.

##### Santé
- Hôpital de Vic, existait dès 1431, date à laquelle il est doté par  Bonne de Berry, et son fils Bernard VIII d'Armagnac, vicomte de Carlat. Il comprenait 12 lits en 1779. Situé dans le bourg à l'ouest de l'église, il a été supprimé et vendu comme bien national en 1791[46], puis rouvert par la suite[47].

##### Tourisme, loisirs, sports
- Office du tourisme (création en 1909).
- Stade vicois, établi sur les anciens communaux.
- Piscine (construites en 1933, 1968 et 2000).
- Tennis (1er court durable en terre battue en 1937. Le tournoi du Vic tennis parc existait déjà depuis 1929 sur des courts provisoires en gazon. Le tournoi de Paris au stade de Roland-Garros avait commencé en 1928, c'est l'époque des Quatre Mousquetaires).

### Aux environs de Vic

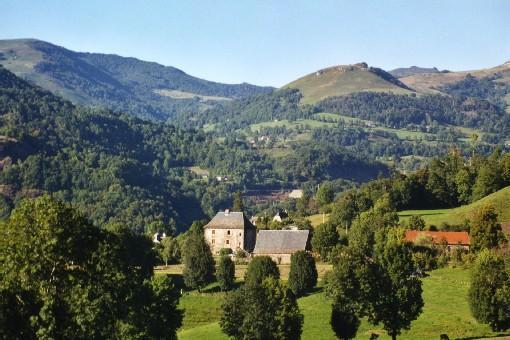
Château de la Salle, à Vic.

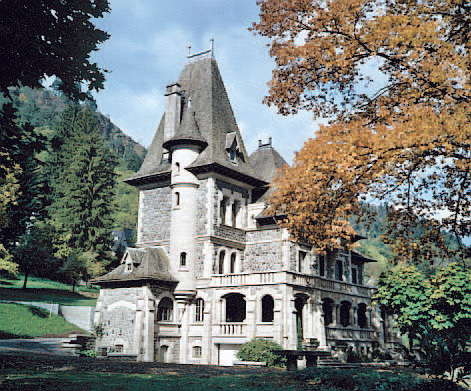
Villa du Terrondou, à Vic.

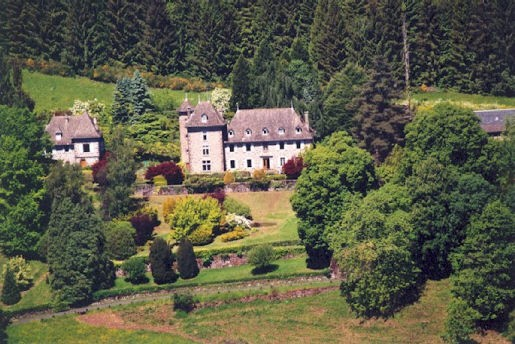
Château de Cols, à Vic.

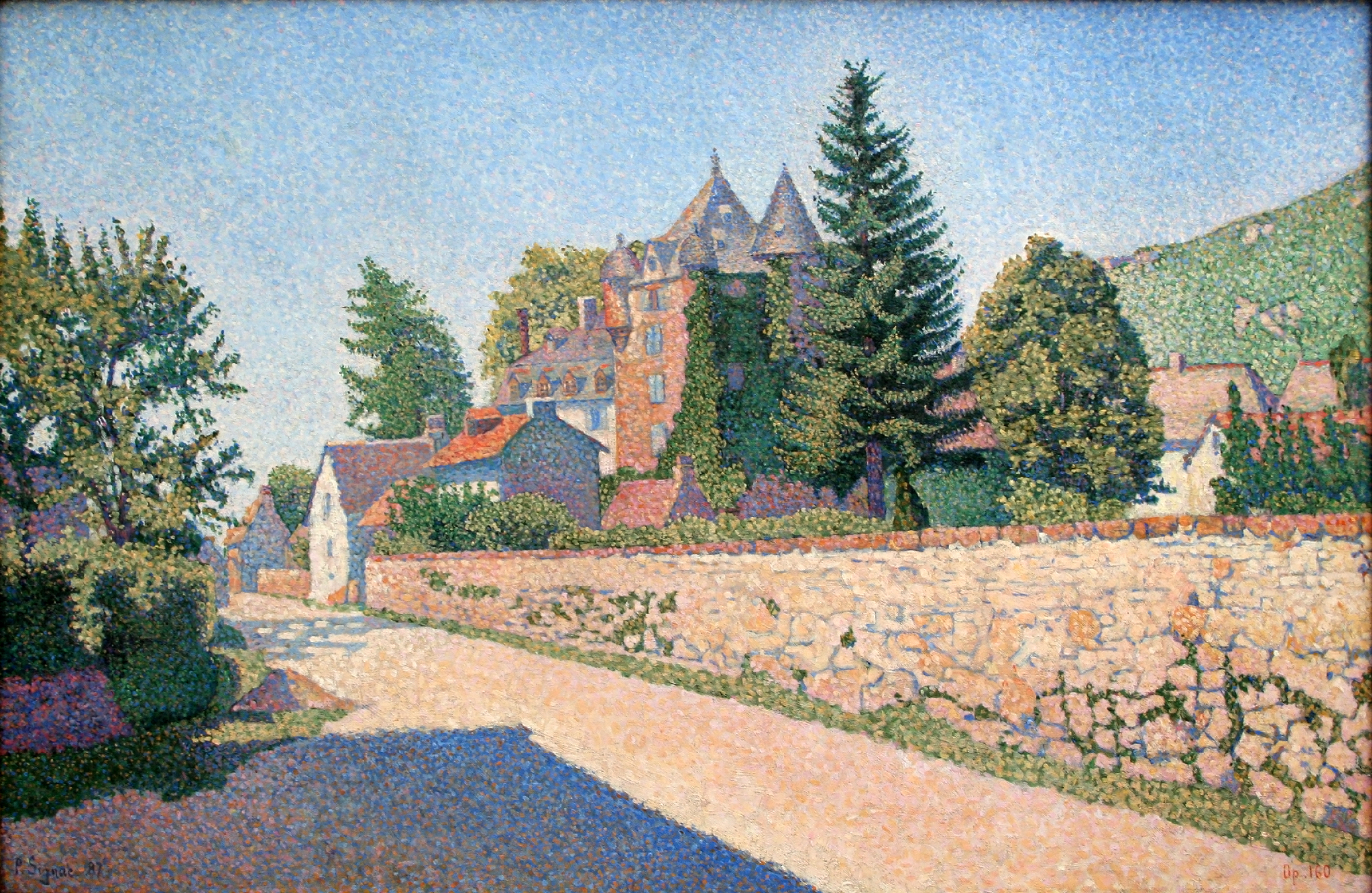
Château de Comblat peint par Signac, à Vic.

- Chapelle Notre-Dame des Croix de feu, aménagée près du château d'Olmet, a été inaugurée en 1964 par la fondation Mermoz et la fille du colonel de La Rocque[48]. Elle comporte un mémorial et un musée des croix de feu[49].
- Château de Cère, dont il reste une tour ronde sur le promontoire de Trémoules dominant la Cère.
- Château de Cols, lieu de naissance du troubadour, reconstruit à la fin du XIXe siècle. Jardins ouverts au public.
- Château de Comblat (ISMH) édifié au XVe siècle et au XVIIIe siècle.
- Château de La Salle (ISMH), à Salvanhac, possède deux anciennes cheminée, dont une avec une peinture[50].
- Château d'Olmet construit au XIXe siècle, Fondation Jean Mermoz et Musée sur les Croix de Feu.
- Cascade du Trou de la Conche (site classé), dans le vallon au-dessus du bourg.
- Grotte des Huguenots, abris sous roche où on a découvert des vestiges de campements préhistoriques.
- Cascade de Salihès, à 967 mètres d'altitude, au-dessus de Muret.
- Moulin du Viallard, désaffecté et restauré par la commune, sur le chemin des gorges de la Cère.
- Rocher de Maisonne, croix blanche dans la verdure au-dessus du bourg, à 965 mètres d'altitude, joli panorama sur toute la vallée.
- Rocher des Pendus, site de l'ancien lieu d'exécution capitale qui était l'équivalent local de la Roche Tarpéïenne, avec une vue panoramique qui embrasse le bourg de Vic et toute la vallée depuis le Plomb jusqu'à Arpajon. Situé à 1 052 mètres d'altitude, il comporte un escarpement basaltique (dû à une inversion de relief comme au rocher de Carlat) d'où le criminel était poussé dans le vide, après qu'on eut assujetti une corde à deux pitons afin qu'il soit étranglé par le chute. Les fourches patibulaires, où le corps du supplicié était ensuite exposé, étaient visible de la via Celtica qui passe à proximité. Une table d’orientation présentant des éléments d’interprétation a été positionnée sur le site. Sur le versant sud du rocher, une carrière en activité extrait des granulats.
- Rocher de Saint-Curial, ancienne cheminée volcanique de basalte située en bordure du plateau du Coyan au Nord du bourg à 1 160 mètres d'altitude où un ermitage est attesté en 1274[51]. Il n'existe pas de saint de ce nom qui pourrait être une altération de Guiral, forme dialectale de Géraud (comme dans le roman de chevalerie Curial et Guelfe, écrit plus tard à la cour du comte de Barcelone, Alphonse le Magnanime).

### Personnalités liées à la commune

#### Moyen Âge
- Pierre de Vic (1143-1210) dit le Moine de Montaudon, troubadour à la cour de Jacques Ier d'Aragon.
- Uc Brunenc (1190-1230), troubadour dont la famille possédait Vixouze.
- Bonne de Berry (1365-1435), vint souvent à Vic où elle fit reconstruire l'église et où elle établit le bailliage en 1404.
- Bonne d'Armagnac (1399-1415), sa fille.

#### XVIesiècle

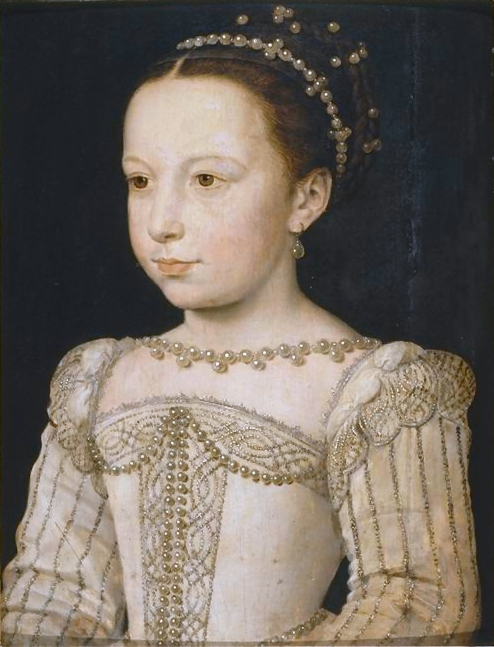
Marguerite de Valois (vers 1560).

- le Capitaine Merle (1548-1584) pilla et incendia la ville[20].
- Marguerite de Valois (1553-1615), reine de Navarre et vicomtesse de Carlat. De retour à Paris, c'est elle qui mit en vogue la bourrée comme danse à la cour.
- Mgr Dominique Marini (1593-1669), archevêque d'Avignon, est venu y prendre les eaux. C'est lui qui a donné son nom à la chapelle du Calvaire, qui s'appelait jusque-là chapelle Saint-Rémy[52], parce que son site ressemblait au Calvaire à Jérusalem dont il avait été patriarche de 1627 à 1635.

#### XVIIeetXVIIIesiècles
- Anne d'Autriche (1601-1666), reine de France, y est venue en cure en 1637 pour soigner sa stérilité, après un pèlerinage en 1630 à la Chapelle de la Consolation à Thiézac où elle offrit comme ex-voto un devant d'autel en dentelle qui a été conservé. La légende rapporte que le futur roi aurait vu le jour grâce aux eaux de Vic. C'est peut-être en signe de reconnaissance que Louis XIV faisait envoyer des flacons d'eau de Vic à  la Cour.
- Guillaume Consul, jurisconsulte, y est né, auteur d'une édition de la Paraphrase de Basmaison sur la Coutume d'Auvergne en 1667[20].
- Raymond de Lacarrière (v.1655-1745), né à Vic, vice-bailli de Haute-Auvergne, grâce à ses études de physiognomie il perçait tous les mensonges et confondait tous les assassins. Devint en 1720 prévôt général des Maréchaux pour la Guyenne, siégeant à Montauban[20].
- Basile Caré de Montgeron (1686-1754), membre du parlement et janséniste fanatique qui y vient en exil le 7 septembre 1732. Il commença la rédaction de la Vérité des miracles du Diacre Pâris démontrée contre M. l'archevêque de Sens[53].
- Louis de Boissy (1694-1758), poète, propriétaire du Mercure de France.
- Louis-Michel de Boissy (1725-1793), fils du précédent, auteur d'ouvrages d'érudition sur le judaïsme (Maïmonide, Esra)  qui eurent si peu de succès, qu'il mit fin à ses jours en se jetant par la fenêtre.
- Jean-Joseph Brieude (1729-1812), médecin de SSAASS la duchesse de Bourbon et le duc d'Orléans, gendre du docteur Jean Esquirou, directeur et intendant des sources de Vic.
- Joseph Coffinhal (1757-1841), commissaire de l'Empire de la province Illyrienne (Albanie) et de Rome, conseiller d'État, président à la Cour de Cassation.
- Jean-Baptiste Pagès des Huttes (1759-1789), garde du corps de la reine (1755-1793), tué lors de sa défense à  Versailles.
- François-Michel de Sistrières (1730-1809), historien et agronome.
- Jean-Baptiste Coffinhal (1762-1794), vice-président du Tribunal révolutionnaire.

#### XIXesiècle
- Michel François de Sistrières (1765-1825), général français de la Révolution et de l’Empire.
- Jean Civiale (1792-1832), fondateur de l'urologie moderne.
- Jean Saphary (1796-1865), professeur de philosophie.
- Émile Duclaux (1840-1904), y séjournait en famille l'été.
- Albert Ier de Monaco (1848 - 1922), qui commande à Édouard de Dienne des études historiques sur le Carladès.
- Louis Farges (1858-1941), conseiller-général du canton de Vic.
- Aymar de la Baume Pluvinel (1860-1938), pionnier de la photographie des corps célestes, possédait le château de Comblat et repose avec son fils au cimetière de Vic.
- Paul Signac (1863-1935), artiste-peintre, a fait plusieurs tableaux de Vic entre 1884 et 1888.
- Ranavalona III (1861-1917), reine malgache, y a séjourné en 1903.
- Nathalie de Serbie (1859-1941) y est venue en villégiature à la Belle Époque[54].

#### XXesiècle
- Marcelle Tinayre (1870-1948), romancière, fondatrice de La Veillée d'Auvergne, y a fait plusieurs séjours[55] ;
- Victor Fonfreide (1872-1934), peintre, illustrateur régionaliste, vivait à Vic chez sa fille Simone Fonfreide (1910-2008), peintre comme lui[56] ;
- Pierre Dax, compositeur de théâtre, puis acteur ;
- Joseph Canteloube (1877-1957), ethnomusicologue, compositeur, séjournait à Vic où il a recueilli le chant d'une pastourelle dont il a fait l'ait de Baïlero, publié dans Chants d'Auvergne ;
- le Colonel de La Rocque (1885-1946), possédait le château d'Olmet, que sa fille a donné à une association œuvrant pour les personnes handicapées ;
- Michelle Miraille (1899-1943), chef éducatrice du centre d'hébergement des enfants réfugiés pendant l'occupation allemande, épouse de l'écrivain Michel Gorlin ;
- Bernard Frank (1929-2006), réfugié de 1939 à 1945 avec ses parents ;
- Françoise Dolto, née Marette (1908-1988) y passait ses vacances avec sa famille en 1921[57] ;
- Mohamed V, sultan du Maroc (1909-1961) y est venu en visite en 1945 avec le général De Gaulle (1890-1970)[58] ;
- Jeanne Bourin (1922-2003), née Mondot, d'une famille de Vic, historienne ;
- Chanoine E. Joubert (1907-1991), historien, curé de Vic ;
- Rainier III de Monaco (1923-2005) y a fait plusieurs visites ;
- Jean-François Revel (1924-2006), y séjournait en villégiature au-dessus de Muret ;
- Jacques Lewiner (né en 1943), physicien et inventeur, directeur scientifique de l'ESPCI ParisTech ;
- Louis-Jacques Liandier (né en 1943), écrivain, maire de Vic-sur-Cère de 1989 à 2014 et conseiller général du canton de Vic-sur-Cère de 1994 à 2015 ;
- Catherine Delors (née en 1969), auteur de Mistress of the révolution, roman historique qui met en scène trois Cantaliens dont deux Vicois. Elle vit aux États-Unis.

#### XXIesiècle
- Princesse Gabriella de Monaco, comtesse de Carladès (née en 2014). Un square portant son nom a été inauguré à Vic-sur-Cère le 9 juillet 2025[59].

### Héraldique
| Vic-sur-Cère                                                                   | Les armes de Vic-sur-Cère se blasonnent ainsi : D'or à la fasce d'azur chargée d'une fleur de lys du champ.                      | Carladès | Blason du Carladès : De gueules au lion léopardé d'or. |
| https://vicsurcere.fr/wp-content/uploads/2025/07/logo-Vic-sur-Cere-ss-fond.png | Logo officiel de la ville de Vic-sur-Cère utilisé sur les supports de communication (numérique et administratifs) de la commune. |          |                                                        |

Pour un article plus général, voir Armorial des familles d'Auvergne.